# Zhuge (köpinghuvudort i Kina, Zhejiang Sheng, lat 29,25, long 119,29)
Zhuge (kinesiska: 诸葛, 诸葛镇) är en köpinghuvudort i Kina. Den ligger i provinsen Zhejiang, i den östra delen av landet, omkring 140 kilometer sydväst om provinshuvudstaden Hangzhou. Antalet invånare är 19 806. Befolkningen består av 10 032 kvinnor och 9 774 män. Barn under 15 år utgör 15,0 %, vuxna 15-64 år 69 %, och äldre över 65 år 14,0 %.
Runt Zhuge är det tätbefolkat, med 427 invånare per kvadratkilometer. Närmaste större samhälle är Lanxi, 18,0 km öster om Zhuge. I omgivningarna runt Zhuge växer i huvudsak blandskog.
Genomsnittlig årsnederbörd är 2 198 millimeter. Den regnigaste månaden är juni, med i genomsnitt 453 mm nederbörd, och den torraste är oktober, med 69 mm nederbörd.